# Angelo Capranica
Angelo Capranica   (Capranica Prenestina, 1415 - Roma, 1478) fou un cardenal i arquebisbe italià.

## Biografia
El cognom original de la família era Pantagati però Angelo, com havia fet el seu germà gran Domenico, també cardenal, va canviar el seu cognom pel de la seva ciutat natal.
Un cop acabats els seus estudis, va ser nomenat, pel papa Eugeni IV, arquebisbe de Manfredonia, el 17 de març de 1438, i per Nicolau V, bisbe d'Ascoli Piceno, el 5 de maig de 1447 i bisbe de Rieti el 25 de setembre de 1450. Al mateix temps va ser governador de Foligno i després llegat papal de Bolonya, per la qual cosa en el consistori de Siena del 5 de març de 1460, Pius II el va nomenar cardenal prevere de Santa Croce in Gerusalemme, succesint del seu germà Domenico, i llegat de la Romanya.
El seu germà Domenico, que va morir el 1458, l'havia nomenat marmessor del seu testament. Els desitjos de Domenico, que havia construït un palau (Palazzo Capranica) amb la intenció de convertir-lo en la seu d'un col·legi (el futur Almo Collegio Capranica), van ser en part ignorats. Angelo només va destinar una part de l'edifici al col·legi, reservant la resta a la família, que més tard el va transformar en part en el Teatro Capranica.
El 1473, el papa Sixt IV el va nomenar administrador apostòlic del bisbat de Fermo però va dimitir, el 1474, per tornar a Rieti. Va morir a Roma, el 1478, quan era cardenal bisbe de Palestrina. Va ser enterrat a Santa Maria sopra Minerva, església de l'orde dominic, al costat del seu germà Domenico.